# Thompson (submetralhadora)

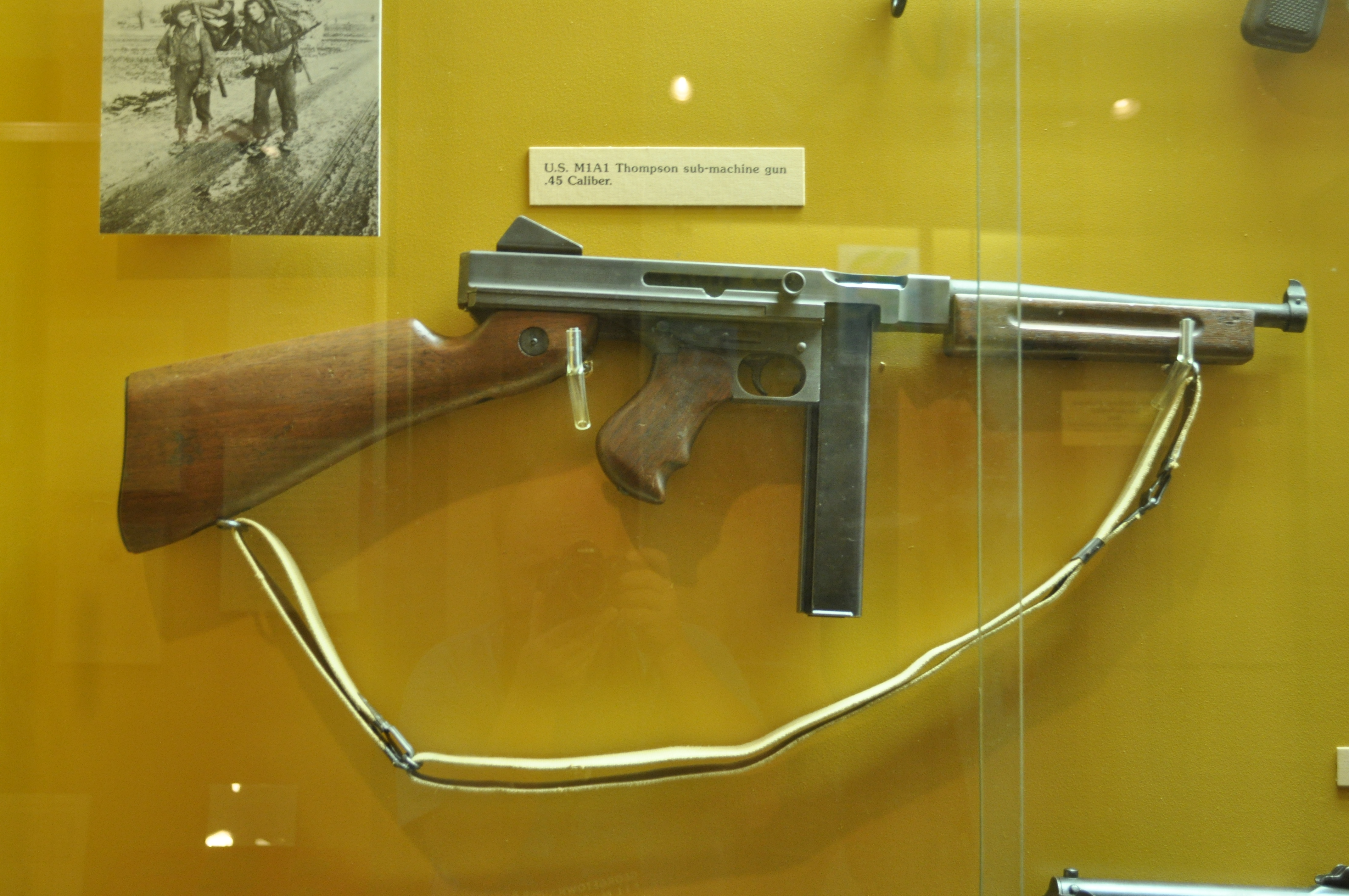
Modelo M1A1

A Thompson representa uma família de submetralhadoras dos Estados Unidos da América. Sua utilização era comum tanto entre as forças policiais quanto entre os mafiosos e gângsteres.
Modelos de Thompson foram distribuídos pelos Estados Unidos em vários países aliados a partir de 1940, como parte do Arsenal da Democracia. A Thompson foi amplamente adotada pelos militares dos Estados Unidos após sua entrada na Segunda Guerra Mundial, e foi amplamente utilizada pelas Forças Aliadas durante a guerra. Foi designado como M1928A1, M1 e M1A1 durante este tempo. Mais de 1,5 milhão de metralhadoras Thompson militares foram produzidas durante a Segunda Guerra Mundial. 

## História

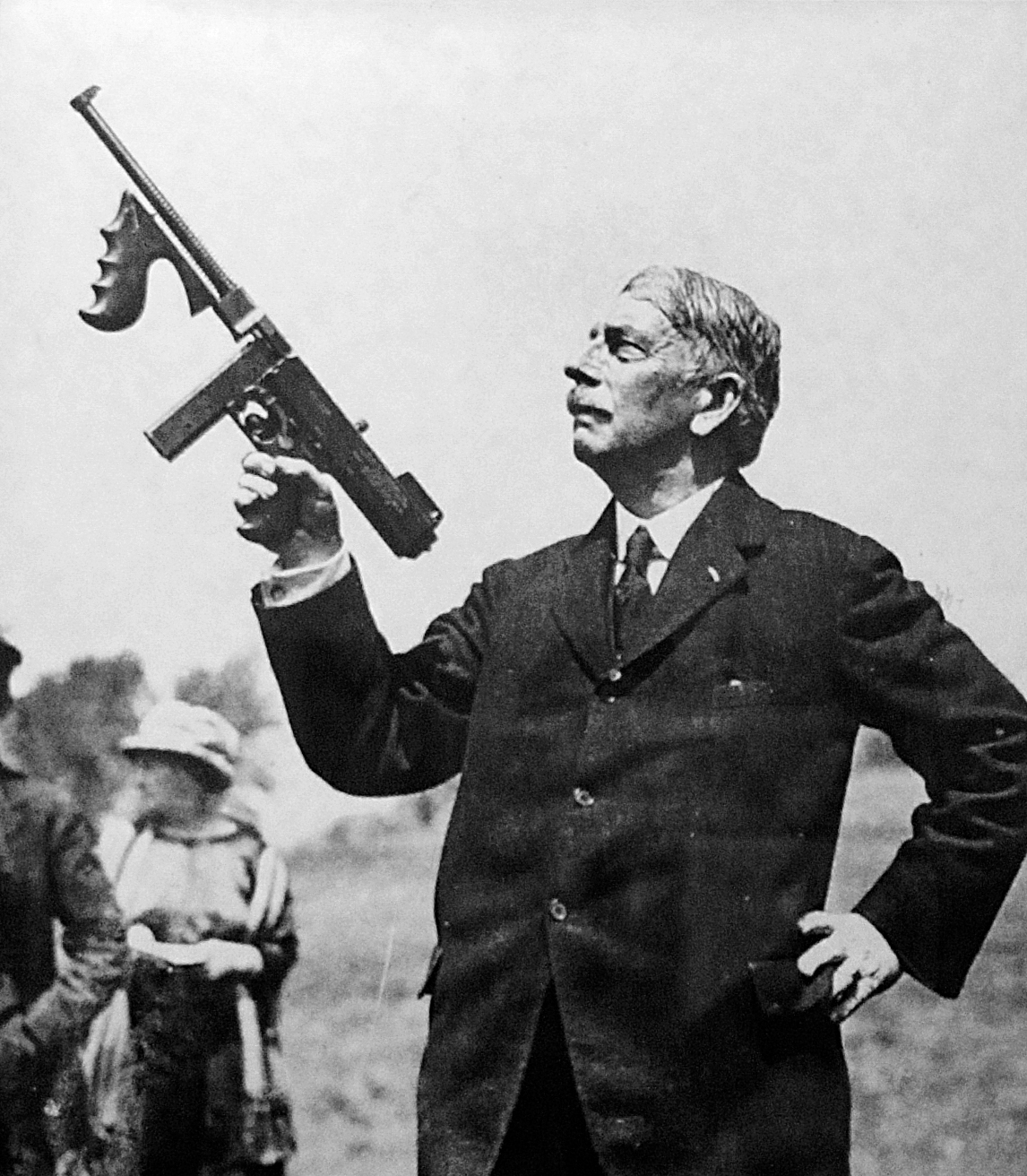
Brigadeiro-general John T. Thompson segurando uma M1921 Thompson

A Thompson foi projetada pelo General John T. Thompson entre 1917 e 1919 e fabricada pela Auto-Ordnance Corporation. Era uma arma refinada, com coronha e empunhaduras de madeira e um acabamento de muita classe. Tal qual suas correspondentes MP40 (Alemanha) e Sten (Inglaterra), ela foi uma das primeiras submetralhadoras (ou pistolas-metralhadoras). Foi muito usada pelos gângsteres americanos principalmente na época da Lei Seca, sendo eternizada como o símbolo de Al Capone.
As primeiras versões podiam utilizar um carregador tipo tambor, com 50 cartuchos, que permitia dar uma rajada bem maior de tiros, mas era propenso a falhas. Quando os Estados Unidos entraram na Segunda Guerra Mundial foi introduzido o modelo M1 (e, depois, o seu sucessor, o M1A1) que possuía um carregador reto convencional de 20 cartuchos, mais seguro, e  sua fabricação foi simplificada para facilitar a produção em massa. Houve ainda a Thompson M1A2, que tinha um carregador de 30 projéteis.
Geralmente usada por oficiais e sargentos, a Thompson foi a submetralhadora padrão do exército americano e também foi usada pelos Ingleses em África. No entanto, tinha um coice forte, o que dava uma certa desvantagem em relação à sua rival MP40/I. Chegou a ser modestamente utilizada na guerra do Vietnam. Sua munição era o .45 ACP.

## Variantes

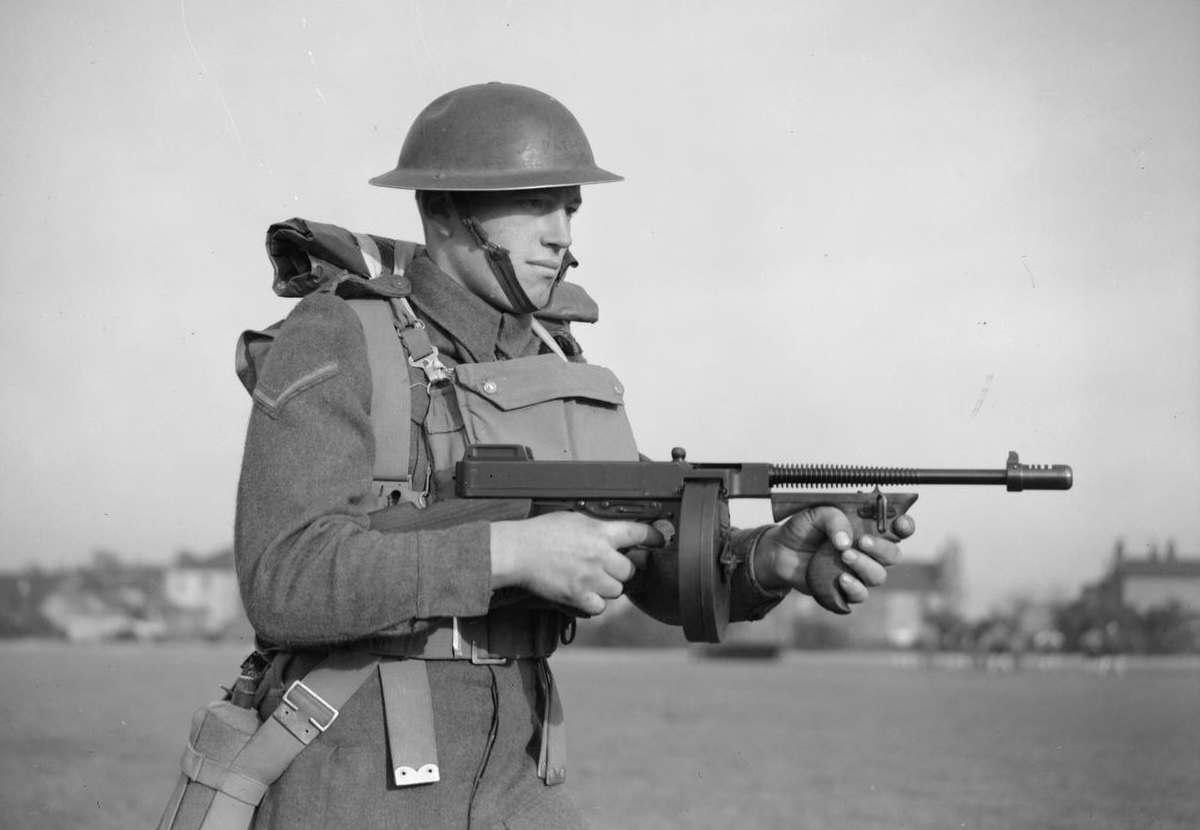
Soldado britânico em 1940, armado com uma M1928 com carregador em tambor.

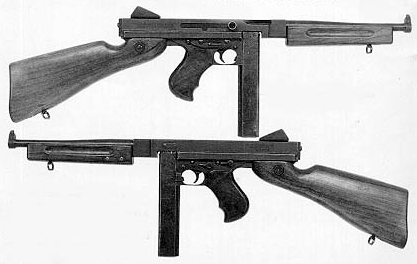
Modelo M1A1 introduzido em 1942.

Persuader: versão experimental, municiada por fita de munições, desenvolvida em 1918;
Annihilator: versão experimental, municiada por carregadores rectos de 20 ou 30 munições, desenvolvida entre 1918 e 1919. Para esta versão também foram desenvolvidos carregadores em tambor de 50 e 100 munições;
Thompson Model 1919: versão inicial de produção, com as características da Annihilator. Foram produzidas apenas 40 unidades, demonstradas e testadas em Camp Perry;
Thompson Model 1921: primeiro modelo de produção em larga escala, apelidada de "Arma Anti-Bandido", em virtude de equipar uma grande número de forças policiais dos Estados Unidos;
Thompson Model 1923: modelo desenvolvido com a intenção de substituir a Browning Automatic Rifle no Exército dos Estados Unidos. Caracterizava-se por disparar a munição .45 Remington-Thompson (mais potente e com maior alcance que a .45 ACP utilizada nas versões anteriores), com guarda-mão horizontal, bipé e suporte para baioneta. O Exército dos EUA decidiu, no entanto não adoptar o modelo;
BSA Thompson: modelo europeu da Thompson, fabricado sob licença pela Birmingham Small Arms Company (BSA) no Reino Unido, a partir de 1926;

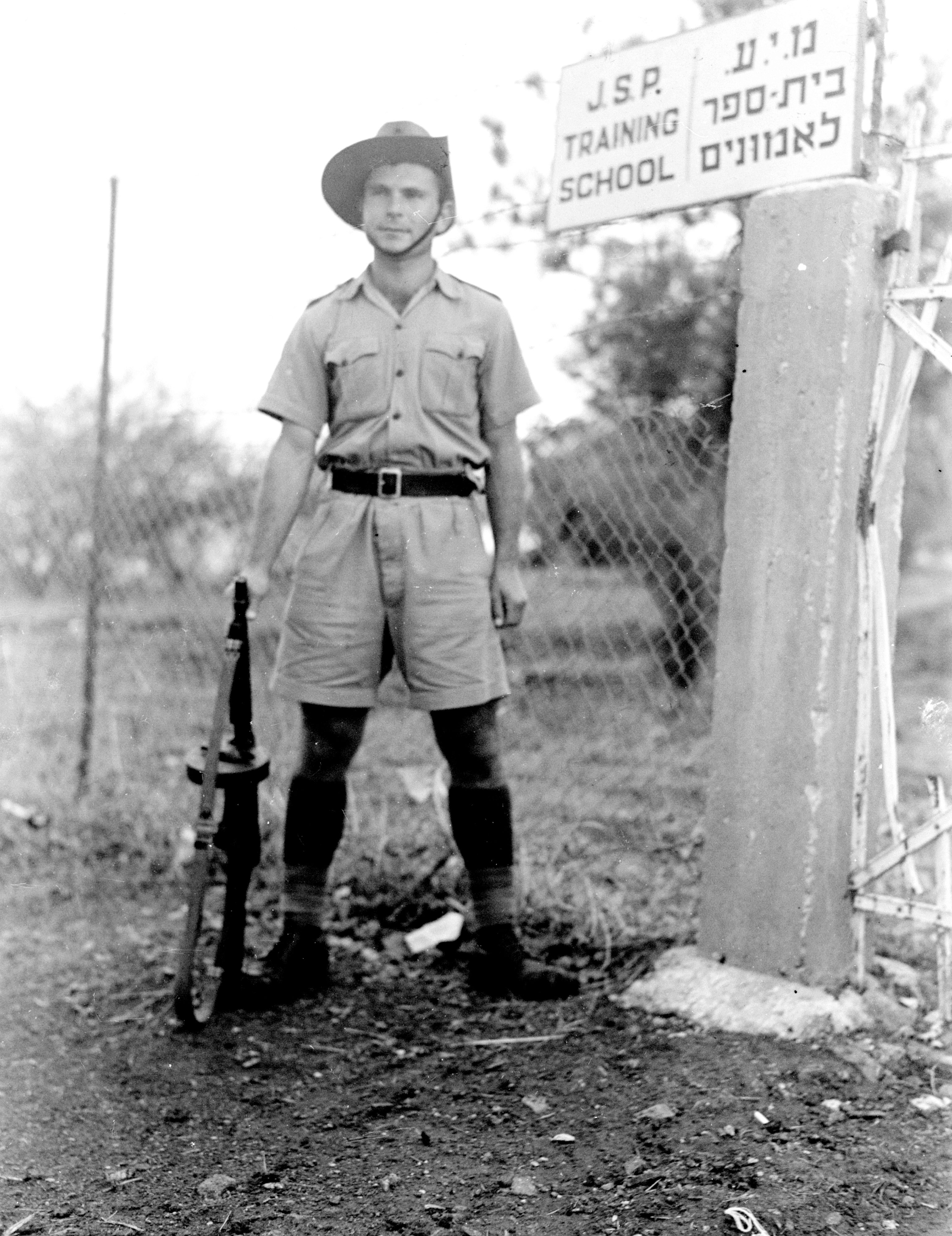
Um soldado da Polícia de Assentamento Judaica (JSP), armado com uma Thompson com carregador de tambor, guardando a entrada da base de treinamento em Kfar Yeladim, no Mandato Britânico da Palestina, em 1942.

Thompson Model 1927: versão com capacidade limitada a tiro semi-automático da Model 1921. Esta arma não era classificada como submetralhadora, mas sim como carabina semi-automática. Algumas Model 1927 foram construídas a partir da substituição de alguns componentes em unidades do tipo Model 1921;
Thompson Model 1928 ou M1928: primeiro modelo da Thompson adoptado pelas forças armadas dos Estados Unidos (com a designação US Submachine Gun, Cal .45, M1928). Consistia na versão Model 1921 adaptada para uma cadência de fogo inferior, para corresponder às condições da Marinha dos Estados Unidos;
M1928A1: variação da M1928, com alterações que incluiram a substitução do punho frontal, por um guarda-mão horizontal e a introdução de uma bandoleira militar;
M1: variante introduzida em 1942, resultante de uma maior simplificação da M1928A1, com coronha fixa, cadência de tiro reduzida para 600-700 tpm e capacidade limitada a carregadores rectos. Oficialmente designada US Submachine Gun, Cal .45, M1;
M1A1: versão da M1 com um selector de fogo simplificado, colocado em ambos os lados da caixa da culatra e reforço das miras traseiras;
Thompson Model 1927A1: versão com capacidade limitada a tiro semi-automático, produzida para o mercado civil, entre 1974 e 1999. Apesar da denominação, o mecanismo interno da arma é completamente diferente da Model 1927;
Thompson Model 1927A3: versão semelhante à Model 1927A1, mas adaptada para utilizar munições de calibre .22;
Thompson Model 1927A5: variante semi-automática, mais leve, sem coronha e com o cano mais curto, classificada como pistola.

## Operadores
- Argélia Usada pela Frente de Libertação Nacional[29]
- Argentina: M1928 e M1 Thompson[30]
- Bélgica: Usada pelo Exército e pela Gendarmaria belgas após a 2ª Guerra Mundial, e permaneceu em serviço na Gendarmaria até 1971.[31][32]
- Bolívia: M1921 usada durante a Guerra do Chaco.[33] M1A1 usada pela polícia[34]
- Brasil: Adotada pela Polícia Militar de Pernambuco e usada contra membros da seita durante o massacre de Pau de Colher, em 1938.[35] Foram compradas 8 Thompson para a Polícia Especial do Distrito Federal; Cada um dos quatro destacamentos de choque estava armado com duas Thompson, duas Suomi KP/-31 e duas Bergmann.[36] A M1 foi usada pelos pracinhas na Segunda Guerra Mundial[37] e até meados dos anos 1980.
- Índia Britânica: Amplamente utilizada pelo Exército Indiano na Campanha da Malásia,[38] no Teatro Europeu[39] e na Campanha da Birmânia
- Canadá[40]
- Cuba[41]
- República Popular da China: Cópias não licenciadas[42][43]
- República da China[10]
- Croácia[8]
- República Dominicana[44]
- Egito: Cópias simplificadas da Thompson foram fabricadas sob licença após a 2ª Guerra Mundial, com canos e carregadores importados dos Estados Unidos. Essas cópias usavam carregadores retos de 20 cartuchos e não tinham quebra-chamas.[45]
- Etiópia: M1928A1 e M1 emitidas para as forças etíopes durante a Guerra da Coreia[46]
- França:[42] A M1928A1 foi usada como Pistolet-mitrailleur 11 mm 43 (C.45) M. 28 A1.[47] A M1A1 também foi usada.[48]
- Alemanha: Thompson fornecidas pelos EUA foram usadas pela Bundeswehr antes da adoção do G3[49]
- Grécia: Usada pelas forças armadas gregas, combatentes da resistência, Gendarmaria e unidades policiais durante a Segunda Guerra Mundial e no período imediatamente pós-guerra.[50][51]
- Guatemala: M1A1 usada pela Policía Nacional Civil até 2014[52]
- Haiti[53]
- Honduras[54]
- Iraque: Insurgentes iraquianos[21]
- Estado Imperial do Irã: Usada pelas Unidades da Guarda Imperial Iraniana, entrou em ação pela primeira vez durante a crise iraniana de 1946[9]
- Índia[55]
- Indonésia[56]
- Israel:[57]
- Itália: Exemplos capturados utilizados pelo exército italiano antes de 8 de setembro de 1943.[58] Também fornecido aos guerrilheiros e ao exército cobeligerante italiano.[59] Após a guerra, foi emitida principalmente para soldados da Força Aérea Italiana[60] e à Arma dos Carabineiros.[61]
- Japão: Foram usadas em algumas quantidades pela Força Marítima de Autodefesa do Japão[62]
- Jordânia[13]
- Reino do Laos: Recebia limitada pelo governo dos EUA e usada durante a Primeira Guerra da Indochina e a Guerra do Vietnã.[63]
- Luxemburgo: M1A1 em serviço entre 1952–1967, substituída pela Uzi.[64]
- Malásia: M1928[65]
- México[66]
- Países Baixos: No início da Segunda Guerra Mundial, pelo menos 3.680 Thompson adquiridas através do Lend-Lease[67]
- Nova Zelândia: M1928, M1928A1[68] M1 e M1A1[69]
- Nicarágua:[70] A Guarda Nacional da Nicarágua recebeu M1928A1 e algumas foram capturadas pelos rebeldes de Sandino.[71]
- Coreia do Norte: Thompson de fabricação chinesa usadas pelo Exército Popular da Coreia na Guerra da Coreia.[72]
- Vietnã do Norte: Cópias não licenciadas.[42] Usada pelo Việt Minh na Primeira Guerra da Indochina.[11]
- Panamá: M1928A1 anteriormente usada pela Guarda Nacional do Panamá e pela milícia do Batalhão da Dignidade das extintas Forças de Defesa do Panamá.[73]
- Polónia: M1921 obtida para efeitos de julgamento, possivelmente entregue às forças policiais e à guarda presidencial.[74] Usada pelas Forças Armadas Polonesas no Ocidente durante a Segunda Guerra Mundial[75] e pelos combatentes da resistência durante a Revolta de Varsóvia (a partir de quedas de suprimentos)
- Portugal: Pequeno número comprado para uso policial, designado m/1928[76]
- Rússia: O Grupo Wagner capturou submetralhadoras M1 e M1928A1 de estoques ucranianos[22]
- Somália[19]
- Vietnã do Sul[8]
- União Soviética: Em 1924, um grande número de M1921 foi adquirido através do México e emitido para o NKVD e guardas de fronteira. 137.729 foram recebidas através do Lend-Lease na 2ª Guerra Mundial[5][77]
- República Espanhola: M1928 adotada por Mossos d'Esquadra na década de 1930 e posteriormente usada durante a Guerra Civil Espanhola. Várias M1928 foram trazidas dos Estados Unidos pelo Batalhão Lincoln.[78]
- Suécia: Em 25 de janeiro de 1940, o Exército Real Sueco encomendou 500 submetralhadoras M1928 da AB UNO Lindholm & Co. Cada arma foi fornecida com quatro carregadores de cofre de 20 cartuchos e um carregador de tambor de 50 cartuchos. De acordo com o Major Carl-Olof Bjorsell, as Thompson suecas foram vendidas a Israel durante a década de 1950.[79]
- Turquia: Recebeu armas excedentes dos EUA após a 2ª Guerra Mundial[80]
- Ucrânia: Em 2011, entre 10.000 e 20.000 armas foram armazenadas no armazém do Ministério da Defesa.[81]
- Reino Unido. Emitida pela primeira vez para a Unidade de Ligação GHQ ('Phantom') em fevereiro de 1940, antes dos principais contratos do War Office.[82] Usada pela Home Guard[83]
- Estados Unidos: Empregada pelo Corpo de Fuzileiros Navais dos Estados Unidos[84] e pelo Exército dos Estados Unidos em 1938,[85] incluindo paraquedistas na Segunda Guerra Mundial.
- Uruguai: M1928A1 e M1A1 anteriormente usadas pelas forças armadas[86]
- Vietname Usada pelo Việt Cộng durante a Guerra do Vietnã.[87]
- Venezuela[88]
- Iugoslávia[20]

### Grupos não estatais
- O IRA Provisório e o IRA Oficial usaram a variante 1921, principalmente durante o início dos anos 1960 a 1970.[89][90]
- The Angry Brigade[91]
- Governo Popular do Azerbaijão[9]
- Mujahidin[92]
- Brigada 2506[93]
- Front de Libération de la Côte des Somalis[94]
- Maquis[78]
- A Thompson foi fornecida aos insurgentes do Partido Comunista da Malásia durante a 2ª Guerra Mundial e usado durante a Emergência Malaia[14]
- O Partido Comunista da Estônia recebeu quatro Thompson da União Soviética antes do golpe fracassado de 1924[95]
- A Organização da Resistência Turca fabricou as suas próprias cópias com peças fornecidas pela Turquia[80]